# Cheiramiona
Cheiramiona es un género de arañas araneomorfas de la familia Miturgidae. Se encuentra en África.

## Lista de especies
Según The World Spider Catalog 12.0:
- Cheiramiona akermani (Lawrence, 1942)
- Cheiramiona amarifontis Lotz, 2003
- Cheiramiona ansiae Lotz, 2003
- Cheiramiona brandbergensis Lotz, 2005
- Cheiramiona clavigera (Simon, 1897)
- Cheiramiona collinita (Lawrence, 1938)
- Cheiramiona dubia (O. Pickard-Cambridge, 1874)
- Cheiramiona ferrumfontis Lotz, 2003
- Cheiramiona filipes (Simon, 1898)
- Cheiramiona florisbadensis Lotz, 2003
- Cheiramiona fontanus Lotz, 2003
- Cheiramiona hewitti (Lessert, 1921)
- Cheiramiona jocquei Lotz, 2003
- Cheiramiona kalongensis Lotz, 2003
- Cheiramiona kentaniensis Lotz, 2003
- Cheiramiona krugerensis Lotz, 2003
- Cheiramiona lajuma Lotz, 2003
- Cheiramiona langi Lotz, 2003
- Cheiramiona lejeuni Lotz, 2003
- Cheiramiona mlawula Lotz, 2003
- Cheiramiona muvalensis Lotz, 2003
- Cheiramiona paradisus Lotz, 2003
- Cheiramiona regis Lotz, 2003
- Cheiramiona ruwenzoricola (Strand, 1916)
- Cheiramiona silvicola (Lawrence, 1938)
- Cheiramiona simplicitarsis (Simon, 1910)
- Cheiramiona stellenboschiensis Lotz, 2003